# Fisherman's Bait 2: Big Ol' Bass
Fisherman's Bait 2: Big Ol' Bass, in Giappone noto come Bass Angler 2 (バスアングラー2?, Basu Angurā 2), è un videogioco arcade di pesca creato e distribuito dalla Konami nel 1998, nonché il sequel diretto di Fisherman's Bait: A Bass Challenge. Anch'esso opera tramite il System 573 e venne convertito per la console PlayStation, il quale esce nel Sol Levante (come Exciting Bass 2 (エキサイティングバス2?, Ekisaitingu Basu 2)) ed in Nord America nel 1999, mentre in Europa nel 2000.

## Modalità di gioco
Le novità introdotte in questo capitolo sono tante, a partire da tre nuove esche tra le sette riconfermate dal gioco precedente, più due nuovi laghi reali del Giappone: il Lago Kitaura ed il Lago Yamanaka.
In "Tournament", la scelta in sequenza degli ora cinque laghi per i tre round del torneo in questione è data dal computer in modo casuale, e inoltre, tramite la nuova opzione Weigh-In, anche volendolo si passa a quello successivo. E sempre in tale modalità, con o senza esserne il vincitore, se lo si finisce arrivando tra i primi sei posti nell'apposita Top 20 viene dato accesso ad un round speciale, svolgente in un lago immaginario dai soli tre punti ideali, ove l'unico scopo sarà riuscire a pescare un persico trota dorato nella classe Monster.
Per quanto concerne la versione PlayStation, per la prima volta nella serie usufruisce della compatibilità di un controller sotto forma di canna da pesca (prodotto da terze parti), e presenta poi due nuove modalità. La prima è "Free Fishing", esclusiva per un giocatore singolo che contiene al suo interno Big Ol' Bass, la submodalità dove vengono presi quei pesanti boccaloni dalla suddetta loro pelle; nell'altra Training ci si può esercitare liberamente col prenderli.
La seconda invece è "World Monster Fishing", in cui pure il secondo giocatore cooperativamente può prenderne parte, ove si pesca nei sette laghi immaginari dal paesaggio di stampo postapocalittico situati in sette diverse nazioni del mondo. In essa bisogna compiere su ciascun luogo determinati obiettivi catturando particolari grossi pesci che non esistono nella realtà. I paesi all'inizio accessibili sono tre, ma più queste condizioni vengono soddisfatte più altri saranno sbloccati.